# Rudolf Hackl
Rudolf Hackl (* 18. Mai 1881 in München; † 9. Februar 1912 in Davos) war ein deutscher Klassischer Archäologe.

## Leben
Rudolf Hackl, der Sohn des Malers und Akademieprofessors Gabriel von Hackl, besuchte das Luitpold- und das Theresiengymnasium in München und begann nach der Reifeprüfung 1900 ein Studium der Klassischen Philologie und Geschichte an der Münchener Universität; hier beeinflussten ihn zunächst besonders Otto Crusius und Friedrich Wilhelm von Bissing. Von 1902 bis 1903 studierte er zwei Semester in Gießen, wo er Veranstaltungen bei Albrecht Dieterich und Richard Wünsch besuchte. Nach seiner Rückkehr nach München absolvierte er 1903 den ersten Abschnitt der philologisch-historischen Staatsprüfung, 1905 den zweiten. Die Vorlesungen von Adolf Furtwängler, mit dem Hackl nach Wien, Istrien, Dalmatien und Italien reiste, führten ihn von der Philologie zur Archäologie. 1906 wurde er bei Furtwängler mit der Dissertation Graffiti und Dipinti auf attischen Vasen promoviert, die er zu der Schrift Merkantile Inschriften auf attischen Vasen umarbeitete. Diese grundlegende Arbeit am Schnittpunkt zwischen der Vasenforschung und der Wirtschaftsgeschichte wurde 1909 im Furtwängler gewidmeten Sammelband Münchner Archäologische Studien veröffentlicht.
Hackl nahm 1909 an Grabungen des Deutschen Archäologischen Instituts in Tiryns teil. 
Vorbildhaft für seine Zeit war die Bearbeitung des Kataloges der Vasensammlung der Antikensammlungen in München, der von ihm und Johannes Sieveking, dem Konservator der Sammlung, herausgegeben wurde, geplant waren vier Bände. Der von Hackl verfasste erste Band, dessen Erscheinen er nicht mehr erlebte, umfasst die älteren außerattischen Vasen. Weitere von Hackl begonnene Bände konnte er nicht zu Ende führen, auf die vorbereitenden Arbeiten gehen die Inventarnummern der Antikensammlungen mit SH (= Sieveking/Hackl) zurück. Er verstarb schon in jungen Jahren 1912 infolge eines Lungenleidens. Dadurch gerieten seine Vorarbeiten zu den Vasen der Münchener Sammlung fast in Vergessenheit und zum Teil wurden seine Entdeckungen in der Scherbensammlung erst nach dem Zweiten Weltkrieg erneut gemacht.

## Schriften
- Graffiti und Dipinti auf attischen Vasen. C. H. Beck, Nördlingen 1906 (Universität München, phil. Dissertation vom 1. Februar 1906),  (Digitalisat).
- Zwei frühattische Gefässe der Münchner Vasensammlung. In: Jahrbuch des Kaiserlich Deutschen Archäologischen Instituts 22, 1907, S. 78–105 (Digitalisat).
- Zwei frühattische Gefässe der Münchner Vasensammlung Nachtrag zu Heft II, S.78 ff. In: Jahrbuch des Kaiserlich Deutschen Archäologischen Instituts 22, 1907, S. 141–142 (Digitalisat).
- Führer durch die Königliche Vasensammlung in der Alten Pinakothek zu München. München 1908 (Digitalisat), 2. Auflage 1912.
- mit Eduard Schmidt: Sammlung Arndt: griechische und römische Kleinkunst. Kurzer Führer. München 1908.
- Merkantile Inschriften auf attischen Vasen. In: Münchener archäologische Studien. Dem Andenken Adolf Furtwanglers gewidmet. München 1909, S. 5–106 (Digitalisat).
- Die älteren nichtattischen Vasen (= Die Königliche Vasensammlung zu München Band 1). München 1912 (Digitalisat).
- Die Fußböden der beiden Megara. In: Gerhart Rodenwaldt: Die Fresken des Palastes (= Tiryns. Die Ergebnisse der Ausgrabungen des Instituts Band 2). Athen 1912, S. 222–225 (Digitalisat)